# Så kort og mærkeligt livet er
|  | Denne artikel er oprettet af botten PalnaBot ud fra en ekstern database. Den kan derfor have sproglige fejl eller mangler. Denne skabelon kan fjernes efter kontrol af indholdet. |

Så kort og mærkeligt livet er er en portrætfilm fra 2008 instrueret af Anders Østergaard efter manuskript af Anders Østergaard.

## Handling
Vi kommer med Dan Turèll som guide med på en forunderlig rejse gennem tilværelsen - fra Vangede og ud i den vide verden. Vi får hans dybt personlige beretning om livet, døden og kærligheden.